# Echinometra mathaei
Oursin perforant
Espèce
Statut de conservation UICN

 LC : Préoccupation mineure
Echinometra mathaei, l’Oursin perforant, est une espèce d'oursins tropicaux de la famille des Echinometridae, très répandue dans le bassin indo-pacifique.

## Description

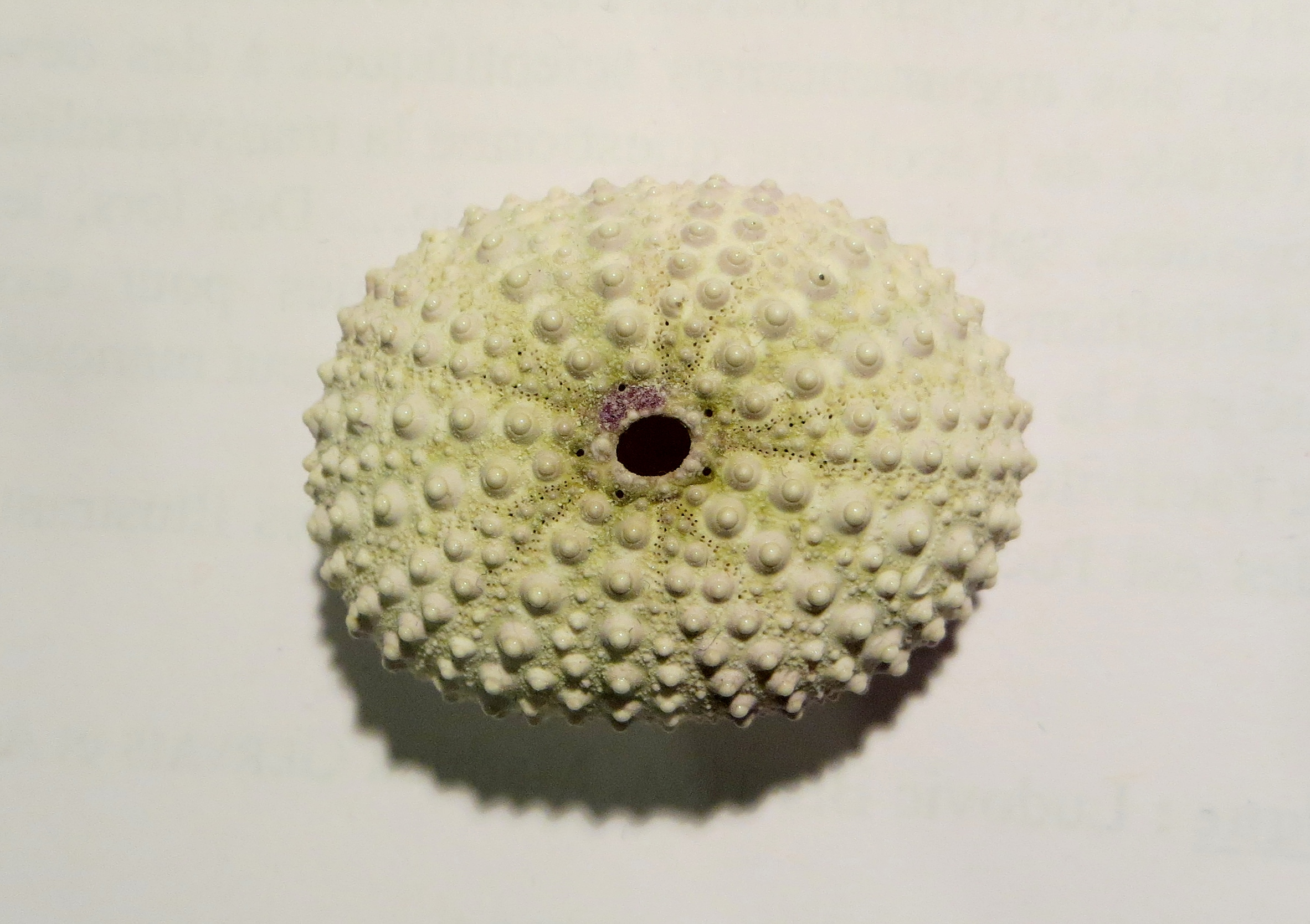
Test d’E. mathaei (Maldives).

L'oursin perforant est un oursin régulier légèrement ovale et de taille moyenne, dont le test (coquille) mesure entre 5 et 7 cm de diamètre, et jusqu'à 10 cm en comptant les radioles (piquants). Le test est généralement noir, et la couleur de ses radioles coniques est variable, allant du beige au noir en passant par diverses teintes de vert, de rose, de gris bleuté ou de marron, avec parfois dans le Pacifique les pointes plus claires. Celles-ci sont de longueur homogène (ne dépassant pas le diamètre du test), et sont entourées à leur base d'un anneau clair caractéristique. La bouche située au centre de la face orale (inférieure), et l'anus à l'opposé, à l'apex (pôle supérieur). Le péristome (membrane charnue entourant la bouche) est large et nu.
Il semblerait qu’E. mathaei soit en fait un complexe d'espèces d'un point de vue génétique, différenciant notamment des espèces aux radioles claires (notamment dans l'océan Indien) et d'autres aux radioles noires à base et pointe blanche. Chez la sous-espèce E. oblonga, le test est particulièrement allongé et les radioles sont épaisses et trapues.
Cet oursin peut être confondu avec Parasalenia gratiosa, espèce plus petite et aplatie chez qui la base et souvent la pointe des radioles sont marquées d'un blanc plus visible ; ses radioles sont aussi plus épaisses proportionnellement. Cependant, E. mathaei est beaucoup plus courant. Il est parfois aussi confondu avec de jeunes Stomopneustes variolaris ou Echinostrephus molaris.

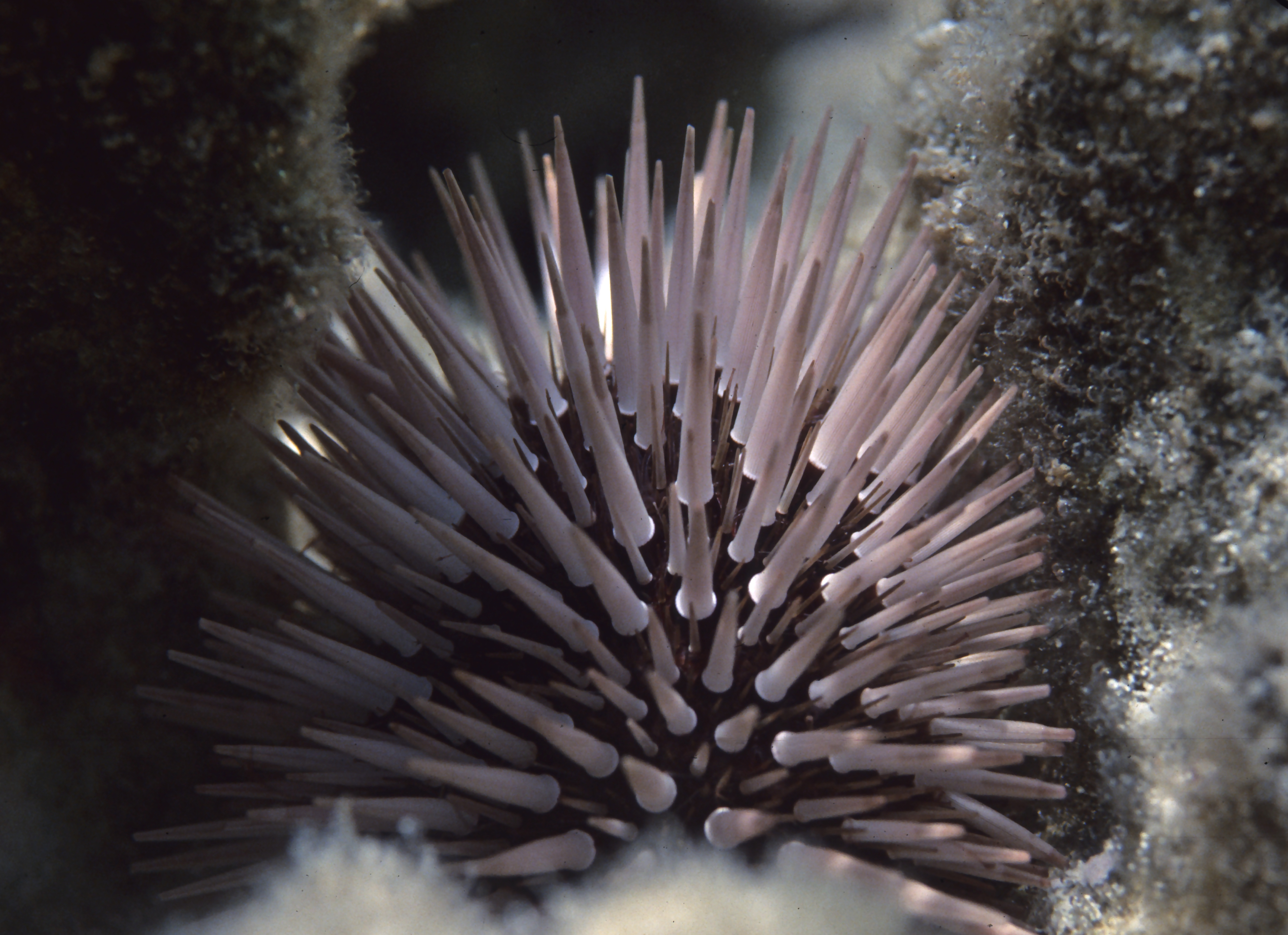
Gros plan sur un oursin perforant en Australie.
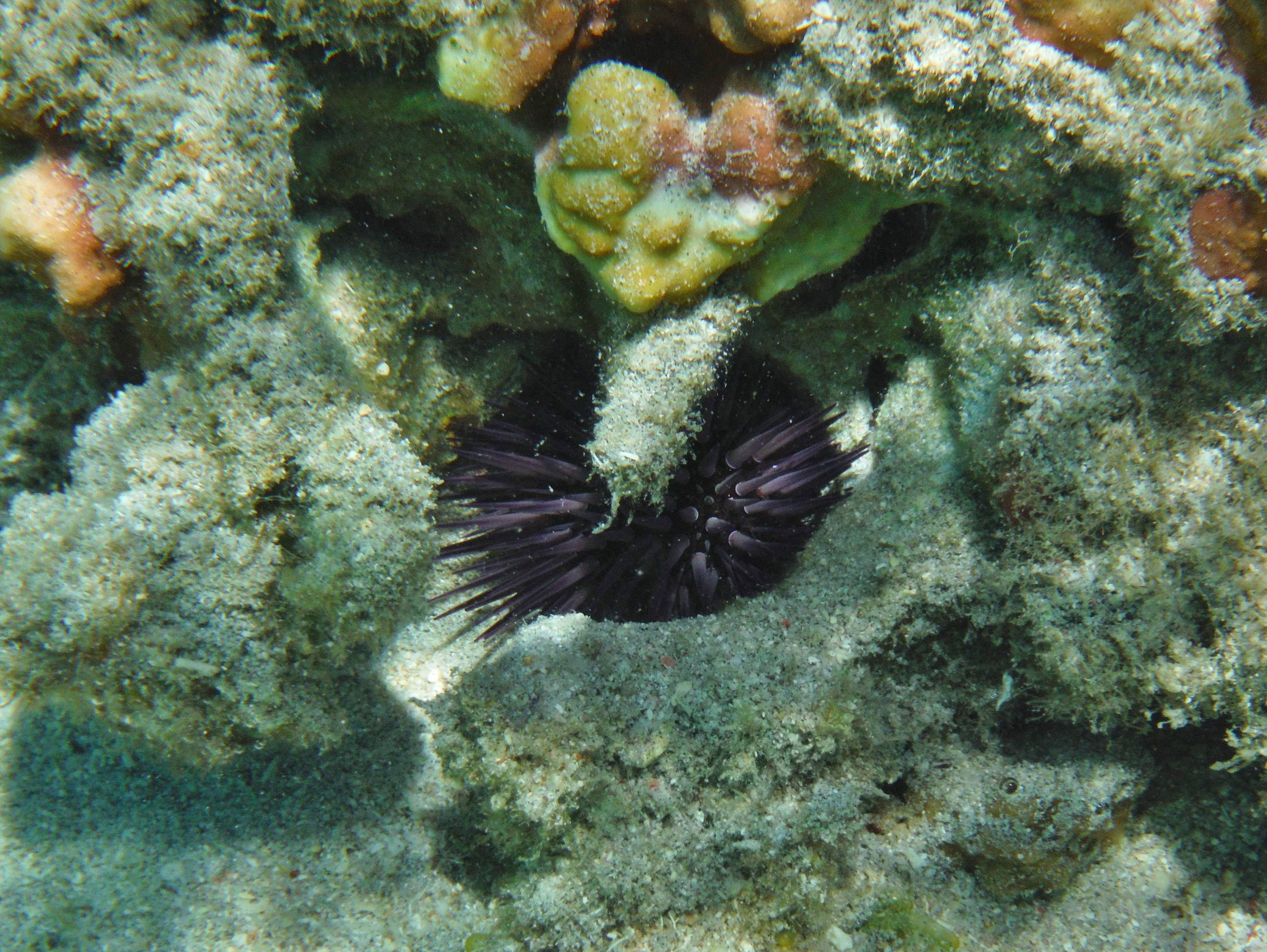
Un oursin perforant dans sa logette, creusée à même le coralligène (à La Réunion).
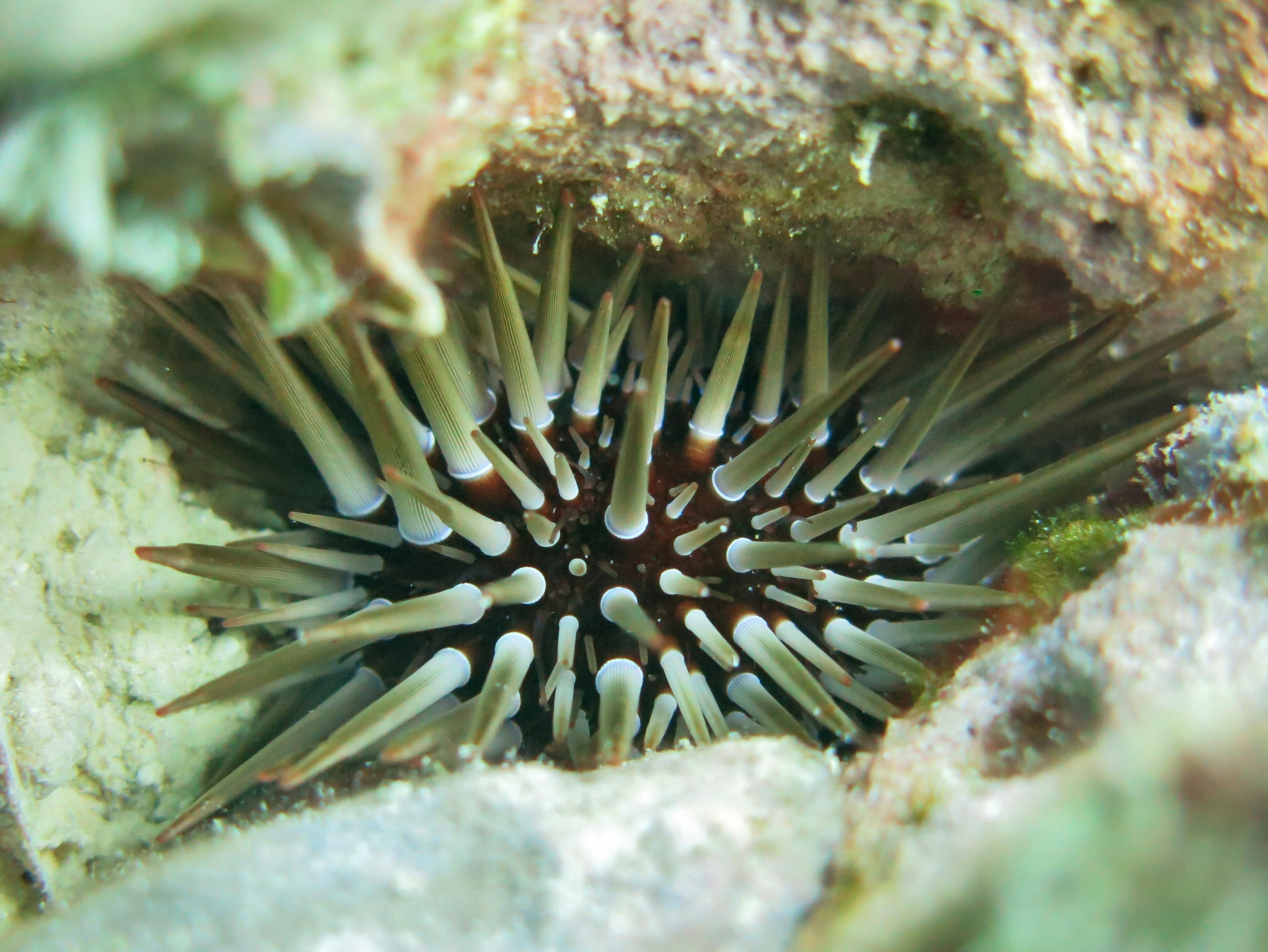
Aux Maldives.
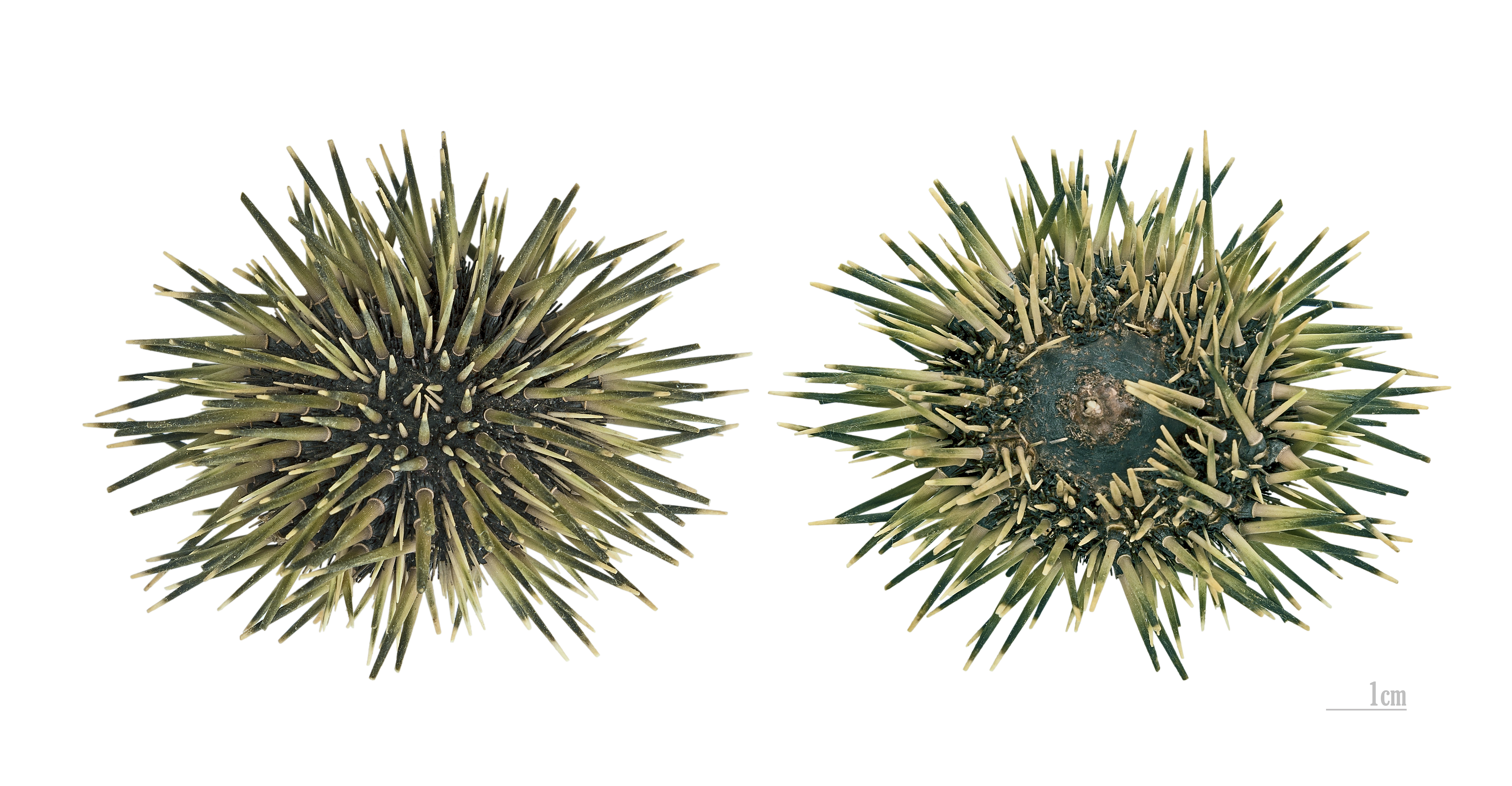
Spécimen séché des Philippines (MHNT).

## Répartition
L'oursin perforant est très courant sur les platiers des lagons coralliens et sur le haut des barrières de corail, dans la zone intertropicale des océans indien et pacifique, entre 1 et 8 m de profondeur (mais pouvant être trouvé jusqu'à 140 m).

## Écologie et comportement

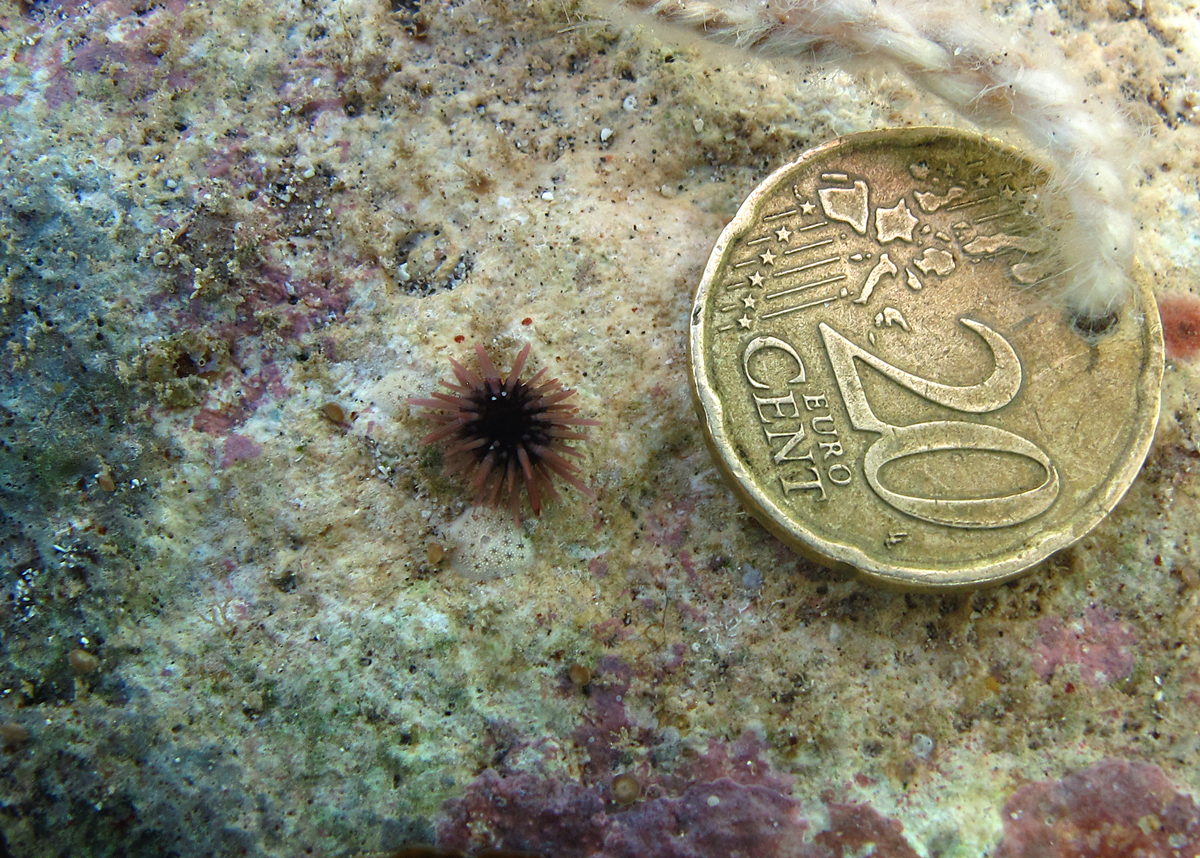
Un très jeune individu observé à La Réunion, mesurant moins de 5 mm.

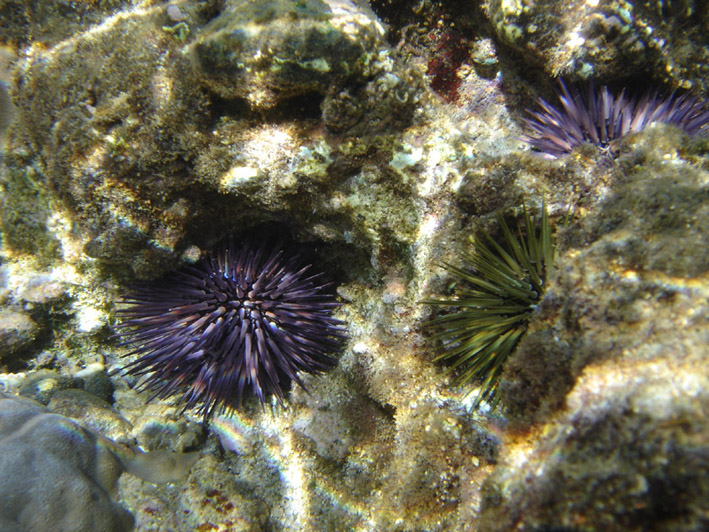
Un groupe d’E. mathaei dans leurs logettes à La Réunion. Les colorations peuvent être très variables au sein d'une même population.

Cet oursin doit son nom au fait qu'il creuse le calcaire de son milieu à l'aide de ses épines et de sa mâchoire (appelée « lanterne d'Aristote »), de manière à forer un trou qui lui servira d'abri. Dans les zones où il est très abondant (notamment quand ses prédateurs sont surpêchés par l'homme), il peut ainsi fragiliser le substrat. Il sort de son abri la nuit pour se nourrir, principalement d'algues mais aussi d'invertébrés, de cadavres et de débris. Là où sa population est abondante, il peut être responsable d'une part importante de la bioérosion de la roche, notamment à La Réunion ou en Nouvelle-Calédonie.
Cet oursin aux épines courtes et non venimeuses est bien moins protégé contre les prédateurs que certains de ses cousins et voisins comme Diadema setosum, Astropyga radiata ou encore Toxopneustes pileolus, mais semble être un meilleur compétiteur dans l'accès aux ressources et la rapidité de croissance. Les études scientifiques menées au Kenya ont montré que dans les zones de pêche intensive, le relâchement de la pression de prédation profitait principalement à l'oursin perforant, qui atteignait des densités de population plus de 100 fois supérieures à la normale, ce qui avait pour effet de diminuer la diversité d'oursin, et d'entraîner un surpâturage des algues et de la faune sessile, nuisible à l'écosystème.
Cet oursin semble bien tolérer de faibles niveaux de pollution dans les baies urbanisées.
La reproduction est gonochorique, et mâles et femelles relâchent leurs gamètes en même temps grâce à un signal phéromonal, en pleine eau, où œufs puis larves vont évoluer parmi le plancton pendant quelques semaines avant de se fixer.
L'oursin perforant peut vivre en symbiose avec certaines petites crevettes nettoyeuses, comme Athanas areteformi ou Arete indicus, qui vivent à l'abri entre ses piquants. Il héberge parfois aussi des copépodes parasites comme Clavisodalis parvibullatus, Mecomerinx notabilis ou Clavigofera echinophila.

## L'Oursin perforant et l'Homme
Comme tous les oursins vivant à proximité de la surface, l'oursin perforant est souvent responsables de vives douleurs quand un baigneur marche dessus par inadvertance : ses piquants ont tendance à se casser dans la plaie, ce qui les rend presque impossibles à enlever entièrement. Heureusement, il n'est pas venimeux, et ne présente pas de grand danger si la plaie est correctement désinfectée : le corps dissoudra les morceaux de carbonate en quelques semaines.
Cette espèce n'est pas consommée de manière significative, et n'est d'aucune valeur commerciale.
Il est parfois présent en aquarium récifal pour sa petite taille, sa discrétion et son innocuité envers les autres animaux ; il y mangera préférentiellement les algues inférieures, indésirables. Cependant, son entretien en espace artificiel est considéré comme très difficile, et on lui préfère souvent des espèces plus rustiques.

## Dénominations
Ce taxon porte en français le nom vernaculaire ou normalisé suivant : Oursin perforant.

## Systématique
L'espèce Echinometra mathaei a été décrite par le malacologiste français Henri Marie Ducrotay de Blainville en 1825, sous leprotonyme Echinus mathaei, en l'honneur du colonel d'artillerie et grand naturaliste amateur de l'océan Indien Raoul-Alexis Mathieu (1775-1853).

### Synonymes
Selon World Register of Marine Species (8 février 2014) :
- Echinus mathaei Blainville, 1825 -- Protonyme
- Echinometra megastoma M'Clelland, 1840
- Echinometra heteropora L. Agassiz & Desor, 1846
- Echinometra brunea A. Agassiz, 1863
- Echinometra microtuberculata A. Agassiz, 1863
- Echinometra picta A. Agassiz & H.L. Clark, 1907
- Ellipsechinus pictus (A. Agassiz & H.L. Clark, 1907)
- Ellipsechinus decaryi Lambert, 1933

### Liste des sous-espèces
World Register of Marine Species (8 février 2014) reconnaît trois sous-espèces : 

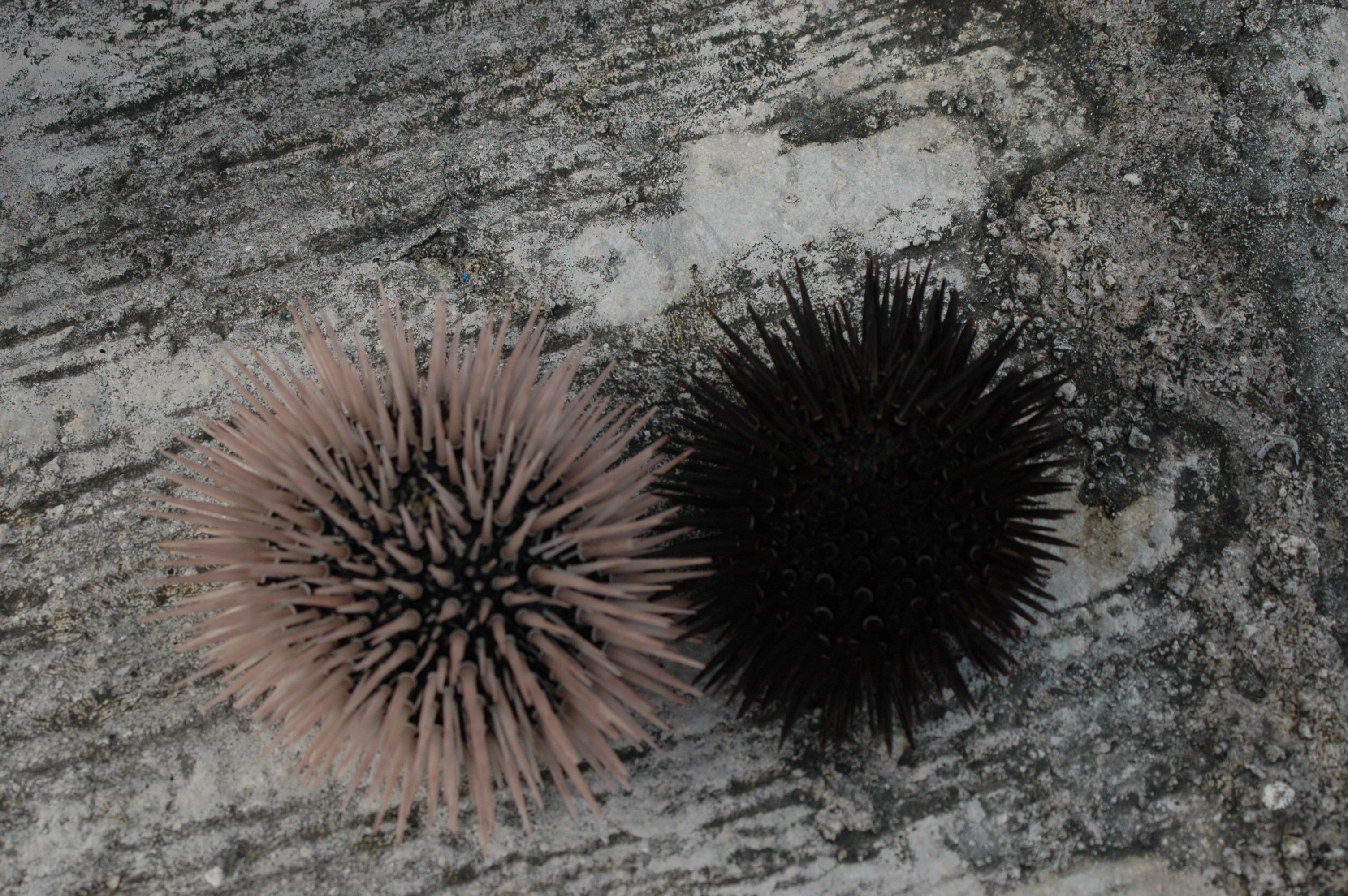
Ces deux individus des Philippines appartiennent sans doute à des variantes génétiques distinctes.

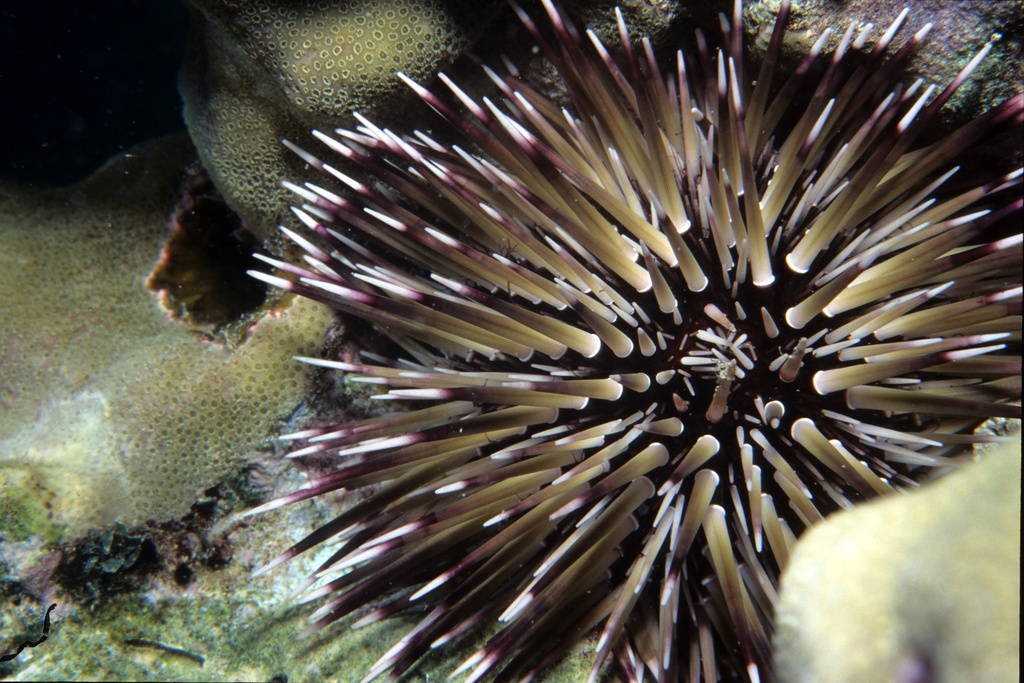
« Echinometra sp. A »

- Echinometra mathaei mathaei (Blainville, 1825)
- Echinometra mathaei oblonga (Blainville, 1825)
- Echinometra mathaei violacea Michelin, 1845

Il semblerait que cette espèce abrite en réalité un complexe d'espèces distinctes génétiquement et en partie morphologiquement. Des analyses récentes indiquent les sous-ensembles suivants : 
- Echinometra sp. A : couleurs variables, bout des radioles blanc (confiné au Pacifique ouest).
- Echinometra mathaei : radioles brunes unies (holotype provenant de l'île Maurice).
- Echinometra sp. C : radioles unies de couleur variable
- Echinometra oblonga : radioles noires unies, épaisses et trapues, péristome noir (Pacifique)
- Echinometra sp. Mer Rouge / Océan indien Occidental : radioles unies et généralement colorées (mais parfois noires)